# Meistratzheim
Meistratzheim je občina v departmaju Bas-Rhin francoske regije Alzacija.
Leta 1990 je v občini živelo 1 230 oseb oz. 96 oseb/km².